# Варгас, Тельмо
Те́льмо Осва́льдо Ва́ргас Беналька́сар (исп. Telmo Oswaldo Vargas Benalcázar; 9 октября 1912, Кито, Эквадор — 9 августа 2013 года, там же) — эквадорский военный и политический деятель, в марте 1966 года короткое время исполнял обязанности президента Эквадора.

## Президентство
В начале 1960-х годов в Эквадоре власть захватили военные. Однако под давлением мирового сообщества они были вынуждены в марте 1966 года устраниться от власти и 29 марта власть была передана начальнику Генерального штаба ВС Эквадора генералу Тельмо Варгасу. Последний занимал этот пост в течение нескольких часов и передал президентский пост законному на тот момент президенту страны Клементе Ерови.

## Факты
- Тельмо Варгас входит в число двадцати бывших руководителей глав государств и правительств мира, проживших более 100 лет на тот период времени.
- Являлся в конце жизни самым пожилым руководителем глав государств и правительств в мире, живущим в XXI веке.
- Ему принадлежит рекорд по продолжительности жизни среди руководителей Эквадора.